# Lincoln Aviator
Lincoln Aviator (укр. Лінкольн Авіатор) - середньорозмірний люксовий SUV, що виготовлявся підрозділом Lincoln з 2002 по 2005 рік. З 2019 року буде продаватися великий кросовер під цією ж назвою.

## Перше покоління (UN152; 2003–2005)

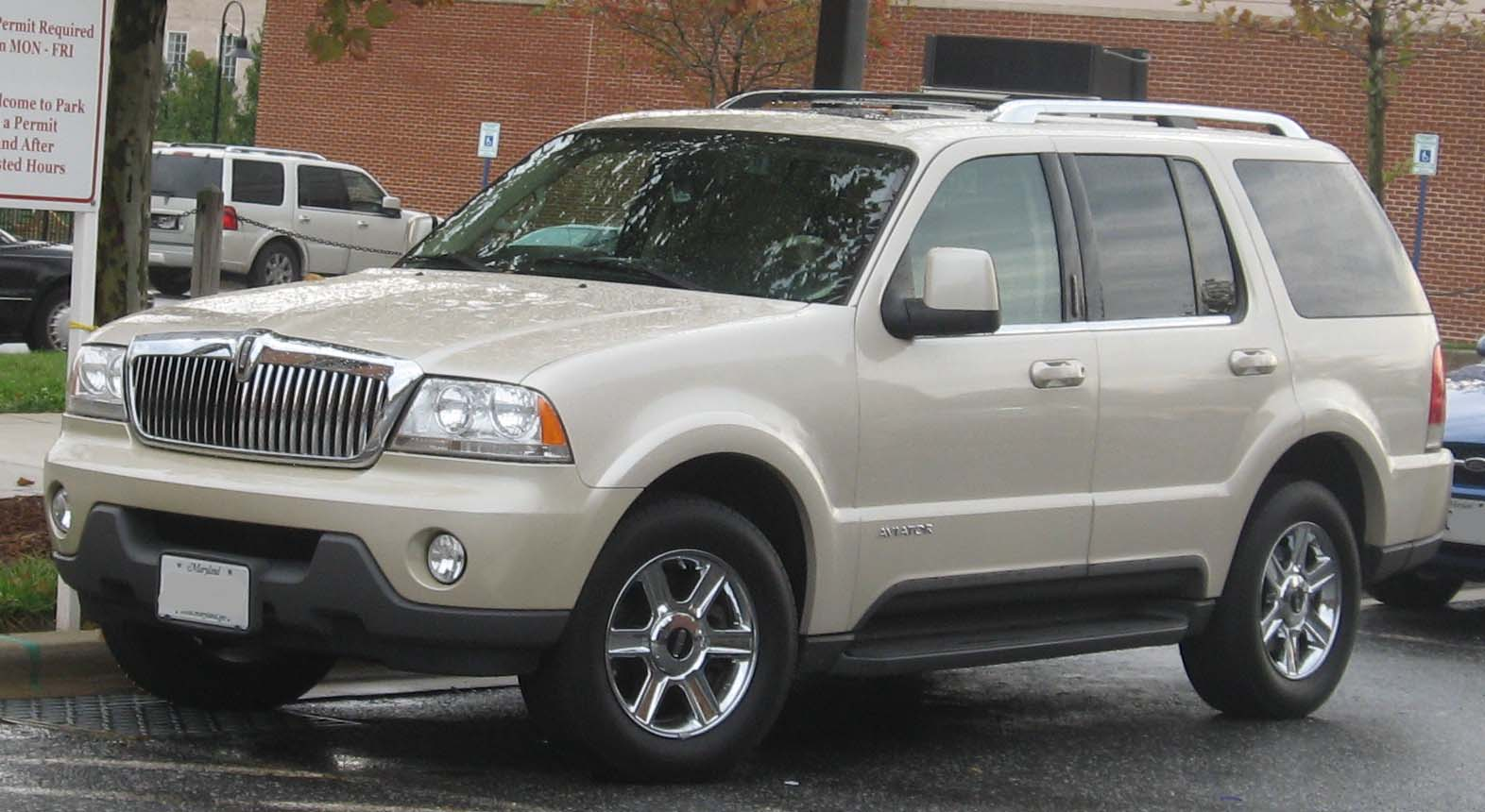
Lincoln Aviator І

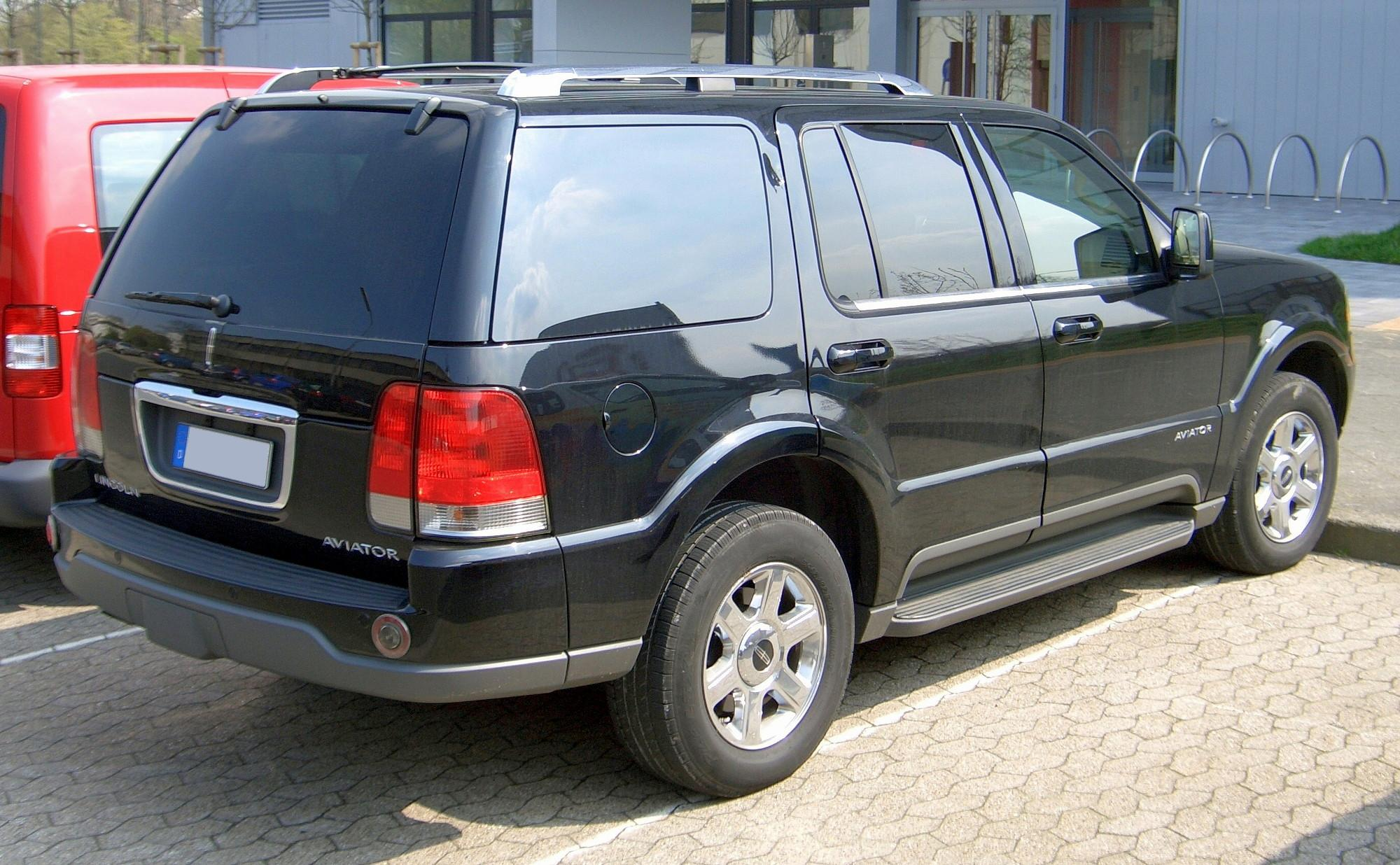

Перше покоління моделі Lincoln Aviator (2002-2005 рр.) являло собою перероблений тодішній Ford Explorer. Великий рамний автомобіль (довжина 4910 мм, колісна база 2888 мм) комплектувався мотором V8 4.6 л DOHC Modular V8 (306 к.с., 407 Нм) і п'ятидіапазонним «автоматом» 5R55S overdrive, заднім або повним приводом на вибір. Продажі йшли мляво, і від Авіатора американці відмовилися, а в кінці 2006 року його замінили на Lincoln MKX, кросовер трохи меншого розміру і на іншій платформі (це був перелицьований Ford Edge першого покоління).

### Двигун
- 4.6 л DOHC Modular V8 306 к.с., 407 Нм

## Друге покоління (U611; з 2019)

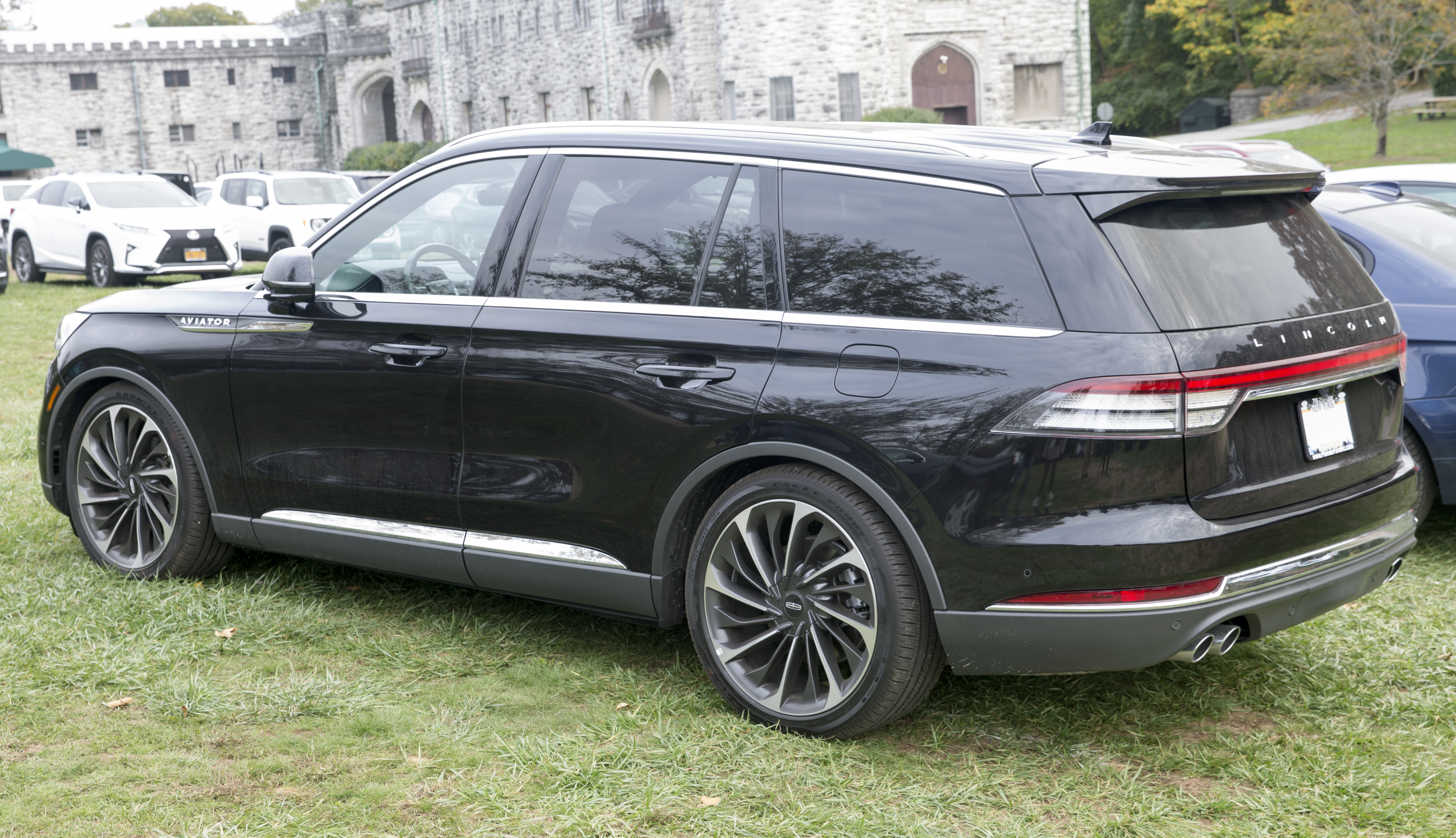
Lincoln Aviator (2019-2024)

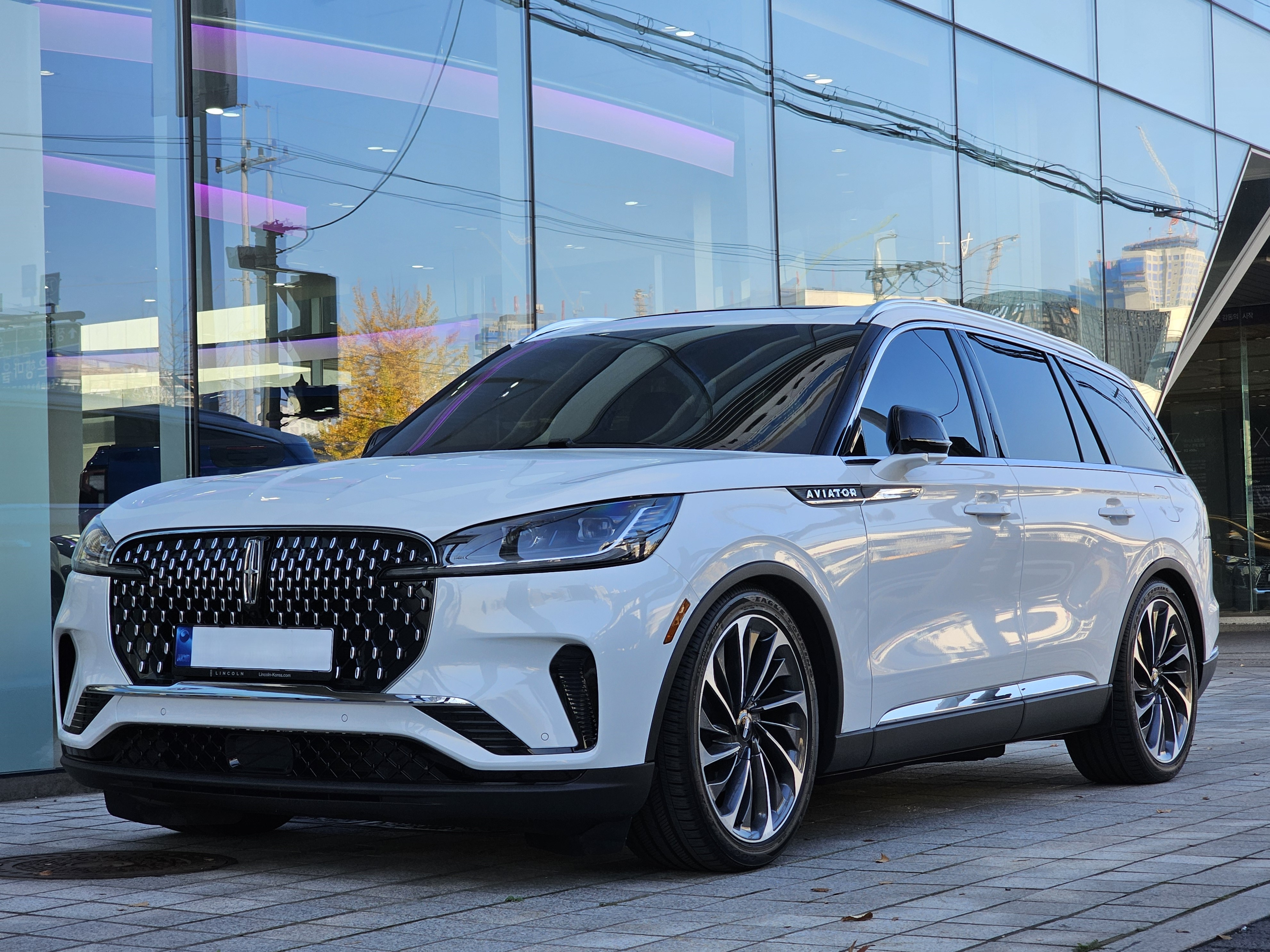
Lincoln Aviator (з 2024)

Серійний Lincoln Aviator другого покоління було представлено в листопаді 2018 року на автосалоні в Лос-Анджелесі, а квітні 2018 року на автосалоні в Нью-Йорку показали його прототип, який на шляху до конвеєра не сильно змінився. Новий Lincoln Aviator «в базі» оснащується бензиновим бітурбо 3.0 л V6 (405 к.с., 542 Нм), який вже ставиться на седан Lincoln Continental. Допомагає двигуну 10-ступінчаста АКПП SelectShift. Також заявлена гібридна модифікація Grand Touring: у неї той же V6 3.0 л доповнено електромотором, а потужність становить 456 к.с., 813 Нм. Привід - задній або повний. Кузов автомобіля несучий.
Для бензинового Aviator передбачено п'ять режимів руху - Normal, Conserve, Excite, Slippery, Deep Conditions. Гібриду додали ще два: Pure EV і Preserve EV. Скільки махина проїжджає на електротязі, поки можна тільки гадати.
Функція Phone As A Key дозволяє через додаток Lincoln Way на смартфоні розблокувати замки, відкрити багажник і запустити двигун. До чотирьох «ключів» можна передавати членам сім'ї і друзям. Адаптивна підвіска зменшує кліренс для зручності посадки і навантаження, а також покладається на відеокамеру, яка сканує дорогу попереду і «пророкує» нерівності. За безпеку відповідає система Co-Pilot360.
Є два варіанти розміщення пасажирів: 2+3+2 і 2+2+2. На третьому ряду навіть діти сидітимуть із задертими колінами. Цифрова панель на 12,3 дюйма - стандартне оснащення. Дисплей по центру - 10-дюймовий. Топова «музика» Revel Ultima комплектується 28 динаміками.
Lincoln Aviator 2021 року пропонує 520 л простору для багажу за третім рядом сидінь. Якщо скласти спинки останніх крісел, багажник збільшиться до 1185 л, якщо скласти два ряди сидінь, об'єм зросте до 2200 л. 
Базова бензинова версія Lincoln Aviator 2023 розганяється до 100 км/год за 4,5 секунди.  
Оновлений Aviator був представлений 5 лютого 2024 року для 2025 модельного року. Він має оновлену передню панель, оновлений салон і оновлені фари. Комплектацію PHEV Grand Touring було припинено до 2025 року.

### Двигуни
- 3.0 л twin-turbo EcoBoost V6 400 к.с., 542 Нм
- 3.0 л twin-turbo EcoBoost V6 + електродвигун 494 к.с., 850 Нм (PHEV)

## Продажі
| Рік  | США    |
| ---- | ------ |
| 2002 | 1,856  |
| 2003 | 29,517 |
| 2004 | 23,644 |
| 2005 | 15,873 |
| 2006 | 1,711  |
| 2019 | 8,323  |
| 2020 | 23,080 |
| 2021 | 20,924 |
| 2022 | 21,977 |
| 2023 | 15,551 |
| 2024 | 25,604 |